# Akmolai terület
Az Akmolai terület (kazakul: Ақмола облысы, Aqmola oblysy, [aqmɔɫɑ obɫəsɯ]; oroszul: Акмолинская область, Akmolinskaya oblast) közigazgatási egység Kazahsztánban, az ország északi részén. Központja Koksetau. 1939-ben alapították, 1961-1992-ben Cselinográd régiónak nevezték. A nemzeti fővárost, Asztanát a terület körbezárja, de politikailag elkülönül tőle.
A régió területe 146,2 ezer km², lakossága 738 611 fő, az átlagos népsűrűsége a 2016-as adatok alapján 5,05 fő/1 km². Északon az Észak-kazahsztáni, keleten a Pavlodari, délen Karagandi, míg nyugaton Kosztanaji területtel határos. 14 vidéki és 2 városi közigazgatási körzetre oszlik, területén 10 város, 13 község, 245 vidéki közigazgatási körzet található. Az Akmolai terület a Kazak-hátság (Saryarka) északnyugati részén, az Esil folyó felső folyásának sztyeppövében található. Szárazföldjének nagy része alacsony fekvésű, kis dombos síkság, amelynek magassága 400 m körül van. Északon a Koksetau fennsík gerincei (Sandyktau, Dombyraly stb. alacsony hegyek) találhatók. A terület nyugati, középső és keleti részét az Esil, Atbaszar és Sileti síkság foglalja el. Délnyugaton a Tengiz-Korgalzhyn mélyedés található. A régió nyugati részén a Torgai-fennsík keleti széle az Esil folyóig nyúlik. Az Esil folyó jobb partját Atbasar, bal partját pedig a Tengiz-síkság határolja. Az erdős és festői Ereymentau régió délkeleten található. Fő részét sziklás gerincek láncolata alkotja (100-500 m). A föld geológiai szerkezete a kaledóniai és a hercini redők idején alakult ki. A paleozoikum korszak végén megkezdődött a kontinensképződés időszaka. A hosszan tartó ellaposodás következtében kialakult hegyvidék a mezozoikum korszakában fokozatosan fennsíkokká alakult. A térség területe főként paleozoos metamorf palákból, kvarcitokból, homokkövekből, albitofiritokból, mészkövekből, konglomerátumokból alakul ki. Mellettük elterjedtek az intruzív (gránit, diorit, gabbro stb.) és effúzív kőzetek. Az ókori kőzeteket a neogén és a negyedidőszak vastag sárgás üledékrétegei borítják.

## Legnagyobb városai
A régió nagyobb városai a következők: Atbaszar, Akkol, Derzhavinszk, Ereymentau, Esil, Koksetau, Kosshy, Makinszk, Sucsinszk, Stepnogorsz, Stepnyak.

## Ásványkincsei
Az ásványkincsek közé tartozik az arany, urán, bauxit, antimon, réz, molibdén, kobalt, szén, kaolin agyag, kvarchomok, stb.

## Éghajlata
Éghajlata túlságosan kontinentális; a tél hosszú (5,5 hónapig tart), a nyár mérsékelten meleg. A januári átlaghőmérséklet -16 - 18°С, júliusban 19 - 21°С. Az állandó hótakaró november közepén alakul ki, és délen 130-140 napig, északon 150-155 napig tart. Az átlagos hóvastagság 20-22 cm. Az éves átlagos csapadékmennyiség északon 400 mm, délen 250 mm. A régióban sötétbarna, barna, világosbarna talajsávok váltakoznak északról délre.

## Vízrajza
Legnagyobb folyója az Esil. Mellékfolyói: Kalkutan, Zhabai, Terisakgan, Nura, Sileti, Ulengti, Kulanotpes, stb. A régióban sok tó található, ebből 94 újkeletű. Nagy édesvízi tavak: Korgalzhyn, Kozhakol, Sholakshalkar, Balikkol, Uyalyshalkar, stb. Vannak nagy sós tavai is: Tengiz, Kerei, Itemgen, Kypchak, Mamai, Bolsoj Saryoba, Astana és Sileti-gát. Rajtuk kívül öntözés céljából 37 tavacska épült. A teljes terület 180,6 millió m3. A Nura folyón keresztül 70-74 millió m3 Irtysh vizet szállítanak majd a Korkalzhyn-tórendszer vízzel való kiegészítése és Asztana iparának vízellátása javítása érdekében.

## Növényvilága
A terület területén 73 növény-nemzetség és több mint 800 növényfaj létezik, főképpen csenkesz, mezei lucerna, zsurló, cickafark, sás, üröm stb. A folyók árterén és tópartjain kalászos rétek és különféle füvek, fenyők, nyírfák, nyárfák, míg a kis dombokon különféle cserjék nőnek.

## Állatvilága
A térség jellegének megfelelően 55 emlősfaj, 80 madárfaj, 8 hüllőfaj, 3 kétéltű és 30 halfaj él. A régió északi részén található erdőkben megtalálható a jávorszarvas, szibériai őz, hiúz, fehér nyúl, mókus, sün, erdei madarak (fajd, harkály, stb.), ragadozó madarak (fekete sólyom, kopasz sas, keselyű), alakarga, stb. a déli sztyeppéken a szajga.

## Nevezetességek
- Burabay nemzeti park